# تيموثي لانغ
تيموثي لانغ (بالإنجليزية: Timothy Lang)‏ (9 نوفمبر 1985 بملبورن في أستراليا - ) هو لاعب كرة سلة أسترالي في مركز الوسط. لعب مع ملبورن يونايتد.

## وصلات خارجية
- تيموثي لانغ على موقع كلية كرة السلة في سبورتس رفرنس.كوم (الإنجليزية)
- تيموثي لانغ على موقع بروبوليرز (الإنجليزية)